# Lenny Waronker
Lenny Waronker (* 3. října 1941 Los Angeles) je americký hudební producent. Vyrůstal v losangeleské čtvrti Pacific Palisades. Jeho otcem byl houslista Simon Waronker. Lenny Waronker studoval hudbu a podnikání na Univerzitě Jižní Kalifornie. Během letních prázdnin pracoval pro A&R ve společnosti Liberty Records, což bylo vydavatelství, které založil jeho otec. Po dokončení školy pracoval zpočátku pro Liberty Records, později však přešel k Warner Bros. Records, a to zpočátku rovněž jako A&R. Později pracoval jako producent, spolupracoval například s Ry Cooderem, Jamesem Taylorem, Marií Muldaur, Ericem Claptonem a mnoha dalšími. Později působil jako prezident společnosti Warner Bros. Records. Jeho manželkou byla herečka Donna Loren, s níž měl tři děti – zpěvačku Annu, bubeníka Joeyho a Katie. Po rozpadu manželství se oženil podruhé, avšak i toto manželství skončilo rozvodem.